# لجنة الأمن القومي والسياسة الخارجية (إيران)

ختم البرلمان الإسلامي في إيران

لجنة الأمن القومي والسياسة الخارجية (الفارسية: کمیسیون امنیت ملی و سیاست خارجی مجلس شورای اسلامی) هي إحدى اللجان الخاصة في المجلس التشريعي الإيراني والتي لها مكانة مهمة في لعب دور الدبلوماسية البرلمانية.
"لجنة حقوق الإنسان"، و"لجنة السياسة الخارجية"، و"لجنة الأمن الداخلي"، و"لجنة الدفاع" هي اللجان الأربع التي تعمل بشكل احترافي على دراسة المسائل ذات الصلة في مجال اختصاص لجنة الأمن القومي والسياسة الخارجية.
اُنتخب إبراهيم عزيزي رئيسًا للجنة الأمن القومي في البرلمان بأغلبية أصوات أعضاء اللجنة في عام 2024.